# Control Z. Отмена действия
«Отмена действия» (исп. Control Z) — мексиканский веб-сериал для подростковой аудитории, выпущенный компанией Lemon Studios для стримингового сервиса Netflix. Первый сезон был выпущен 22 мая 2020 года. 29 мая 2020 года сериал был продлен на второй сезон, премьера которого состоялась 4 августа 2021 года. 20 сентября 2021 года сериал продлили на третий сезон, ставший последним.

## Сюжет
Тихая жизнь средней школы идет своим чередом, пока однажды таинственный хакер не взламывает сотни телефонов и не раскрывает личные секреты учеников. В то время как город потихоньку начинает сходить с ума, а пострадавшие от действий хакера подростки оказываются на грани войны всех со всеми, не особо популярная, но наблюдательная София предпринимает попытки выследить и раскрыть его личность. Во втором сезоне кто-то хочет отомстить за Луиса и начинает преследовать учеников и учителей школы, а София спешит разгадать новую загадку.

## В ролях
- Ана Валерия Бесерриль — София Эррера
- Майкл Ронда — Хавьер Уильямс
- Янкель Стеван — Рауль Леон
- Зион Морено — Исабела де ла Фуэнте
- Макарена Гарсия Ромеро — Наталья Александр
- Андрес Баида — Пабло Гарсия
- Патрицио Галлардо — Херардо «Джерри» Гранда
- Саманта Акунья — Алекс
- Луис Курьель — Луис Наварро
- Фиона Паломо — Мария Александр
- Хабиани Понсе де Леон — Эрнест
- Иван Арагон — Дарио
- Кариам Кастро — Валерия
- Ариана Сааведра — Рехина
- Мауро Санчес Наварро — Бруно
- Родриго Качеро — Мигель Кинтанилья
- Пати Макео — Роса «Росита» Рестрепо
- Таня Лопез — Сусана
- Марко Сунино — Дамиан Уильямс

## Сезоны
| Сезон | Сезон | Эпизоды | Оригинальная дата показа | Оригинальная дата показа |
| Сезон | Сезон | Эпизоды | Премьера сезона          | Финал сезона             |
| ----- | ----- | ------- | ------------------------ | ------------------------ |
|       | 1     | 8       | 22 мая 2020              | 22 мая 2020              |
|       | 2     | 8       | 4 августа 2021           | 4 августа 2021           |
|       | 3     | 8       | 6 июля 2022              | 6 июля 2022              |

## Список эпизодов

### Первый сезон (2020)
| № | Название                                                       | Режиссёр                              | Автор сценария                                           | Дата премьеры |
| - | -------------------------------------------------------------- | ------------------------------------- | -------------------------------------------------------- | ------------- |
| 1 | «Именинница» «La chica del cumpleaños»                         | Алехандро Лосано                      | Адриана Пелуси                                           | 22 мая 2020   |
| 2 | «Жертвы» «Víctimas»                                            | Алехандро Лосано                      | Карлос Куинтанилья                                       | 22 мая 2020   |
| 3 | «Идиоты» «Idiotas»                                             | Алехандро Лосано                      | Мигель Гарсия Морено                                     | 22 мая 2020   |
| 4 | «Ночной класс» «Clase nocturna»                                | Бернардо Де Ла Роза                   | Адриана Пелуси                                           | 22 мая 2020   |
| 5 | «Лицом к лицу» «Cara a cara»                                   | Бернардо Де Ла Роза                   | Карлос Куинтанилья, Адриана Пелуси, Мигель Гарсия Морено | 22 мая 2020   |
| 6 | «Как хорошо ты знаешь Хавьера?» «¿Qué tanto conoces a Javier?» | Бернардо Де Ла Роза                   | Карлос Куинтанилья, Адриана Пелуси, Мигель Гарсия Морено | 22 мая 2020   |
| 7 | «Отмена действия» «Control Z»                                  | Бернардо Де Ла Роза                   | Карлос Куинтанилья, Адриана Пелуси, Мигель Гарсия Морено | 22 мая 2020   |
| 8 | «Враг народа» «Enemigo público»                                | Алехандро Лосано, Бернардо Де Ла Роза | Карлос Куинтанилья, Адриана Пелуси, Мигель Гарсия Морено | 22 мая 2020   |

### Второй сезон (2021)
| № | Название                                                 | Режиссёр | Автор сценария | Дата премьеры  |
| - | -------------------------------------------------------- | -------- | -------------- | -------------- |
| 1 | «Прошлое не похоронить» «No se puede enterrar el pasado» | TBA      | TBA            | 4 августа 2021 |
| 2 | «Возвращение» «El Regreso»                               | TBA      | TBA            | 4 августа 2021 |
| 3 | «Потребности» «Necesidades»                              | TBA      | TBA            | 4 августа 2021 |
| 4 | «Нечего скрывать» «Nada que esconder»                    | TBA      | TBA            | 4 августа 2021 |
| 5 | «Новые удовольствия» «Nuevos placeres»                   | TBA      | TBA            | 4 августа 2021 |
| 6 | «Минута тишины» «Un minuto de silencio»                  | TBA      | TBA            | 4 августа 2021 |
| 7 | «Отмена действия» «Control Z»                            | TBA      | TBA            | 4 августа 2021 |
| 8 | «Страшная месть» «La última venganza»                    | TBA      | TBA            | 4 августа 2021 |